# Fodil Oulkhiar
Fodil Oulkhiar (en arabe : فوضيل أولخيار) est un footballeur international algérien né le 15 janvier 1944 à Alger et mort le 2 novembre 2016 dans la même ville. Il évoluait au poste de défenseur central.

## Biographie

### En club
Il évoluait en première division algérienne avec son club formateur, l'USM Alger avant d'aller finir sa carrière footballistique au RC Kouba.

### En équipe nationale
Il reçoit huit sélections en équipe d'Algérie entre 1967 et 1968. Son premier match a eu lieu le 9 avril 1967 contre le Burkina Faso (victoire 3-1). Son dernier match a eu lieu le 17 novembre 1968 contre la Tunisie (défaite 1-2).

## Palmarès
USM Alger
- Coupe d'Algérie :
  - Finaliste : 1968-69, 1969-70, 1970-71 et 1971-72.

- Coupe du Maghreb des vainqueurs de coupe :
  - Finaliste : 1969-70.